# Häselgehr
Häselgehr est une commune autrichienne du district de Reutte dans le Tyrol.

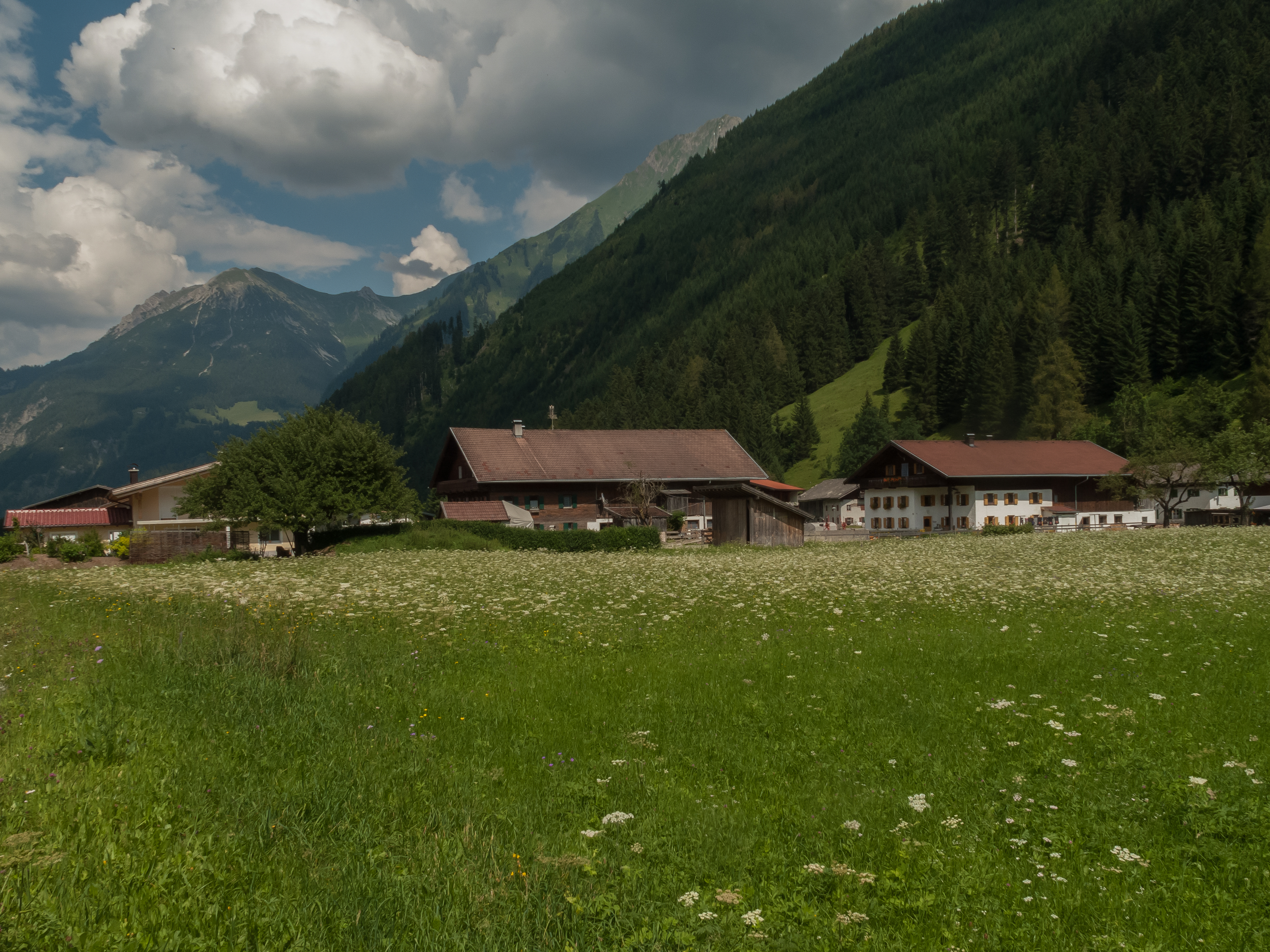
Gutschau, maison d'habitation au fond des montagnes.

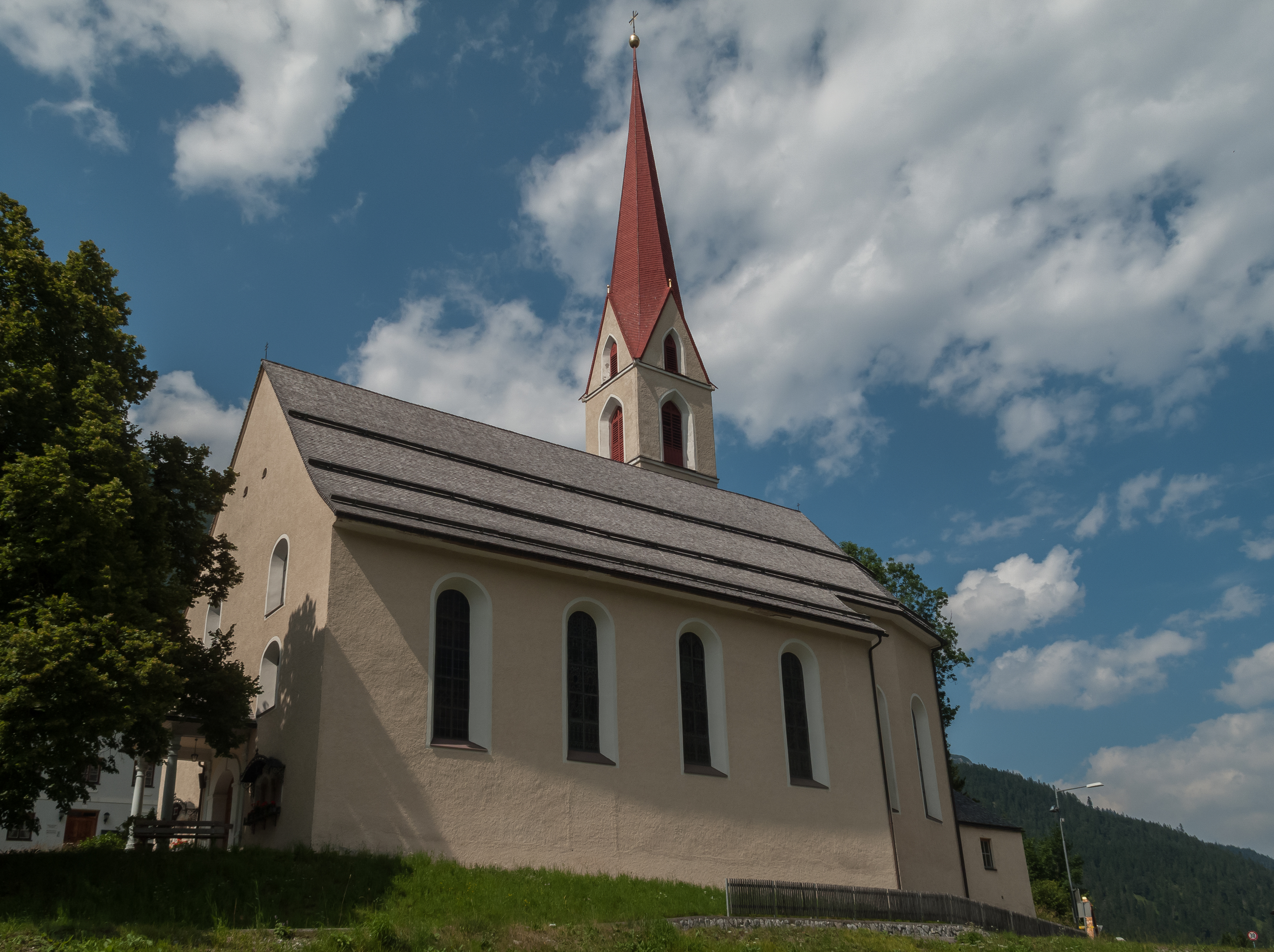
Häselgehr, église : katholische Pfarrkirche heilige Martin.